# Adelphia macrophylla
Adelphia macrophylla là một loài thực vật có hoa trong họ Malpighiaceae. Loài này được (Rusby) W.R.Anderson mô tả khoa học đầu tiên năm 2006.